# Nikolai Abraham Abildgaard

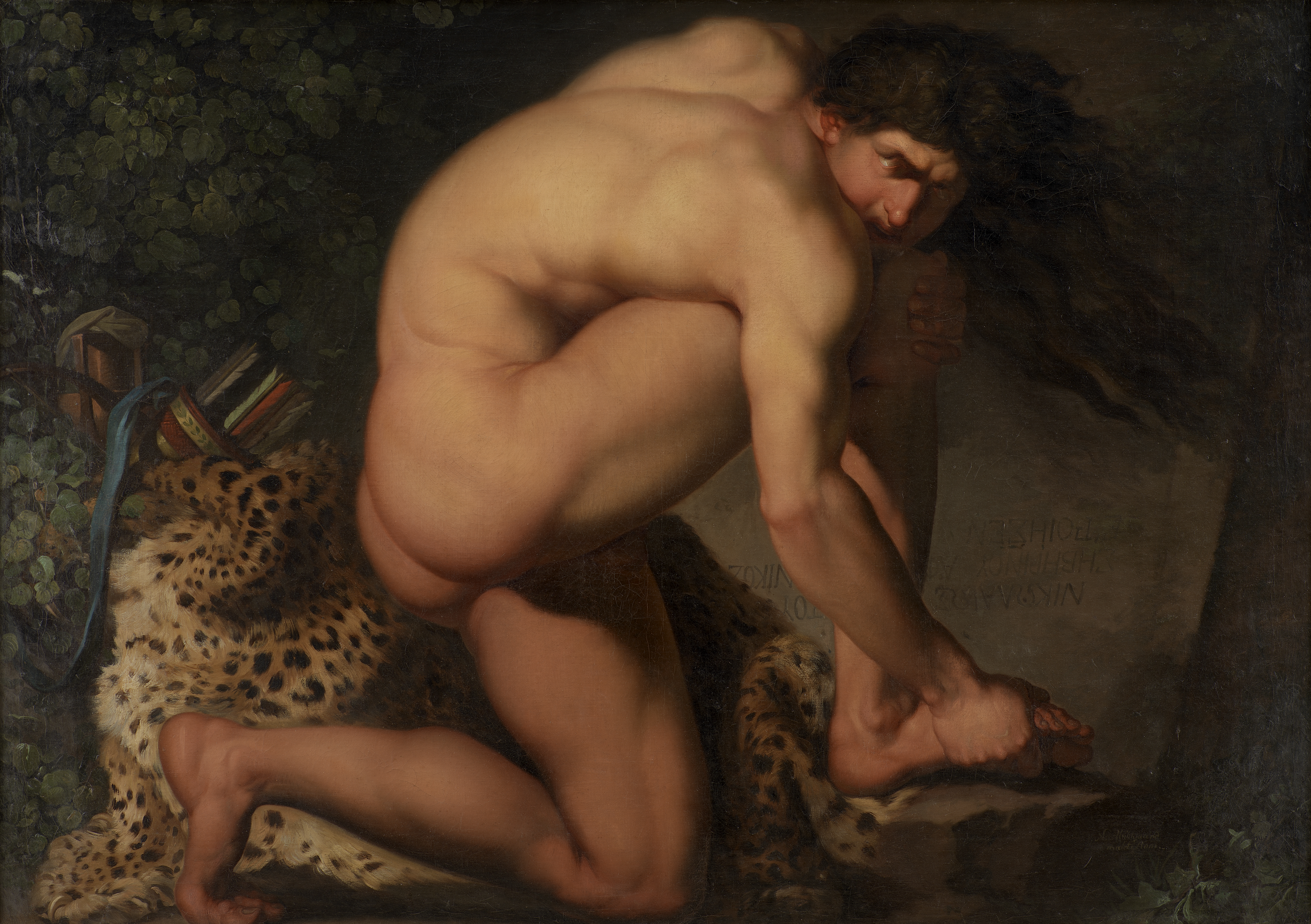
Filotecto ferido (1775)

 Nikolai Abraham Abildgaard  (Copenhaga, 11 de setembro de 1743 — Copenhaga, 4 de junho de 1809) foi um pintor dinamarquês, cognominado “O Rafael do Norte”. Entre as suas maiores obras destaca-se: Filotecto ferido, Sócrates, Júpiter pesando o destino dos homens, entre muitas outras obras.
A sua obra principal foi uma série de quadros grandiosos e de brilhante colorido consagrados à história da Europa.
Dirigiu a Academia de Belas Artes de Copenhaga, e nesta qualidade publicou numerosos escritos acerca da teoria e da história da arte. Está sepultado no Cemitério Assistens.